# Prilepnica (jezero)
Prilepnica (alb. Liqeni i Përlepnicës, srp. Језеро Прилепница) je malo jezero smješteno u zapadnom Kosovu, okruženo planinama Goljak. Nalazi se sjeveroistočno od grada Gnjilana, kojeg opskrbljuje vodom. Kroz jezero protiče pritoka Južne Morave i ono je najveće jezero na istoku Kosova.